# مرغ مگس دلربا
مرغ مگس دلربا (نام علمی: Amazilia decora یاPolyerata decora) نام یک گونه از تیره مگس‌مرغان است. این گونه در کاستاریکا، پاناما یافته می‌شود. زیستگاه طبیعی این گونه در جنگل‌های نمناک گرمسیری و نیمه گرمسیری است.